# Aphelia pumilio
Aphelia pumilio är en gräsväxtart som beskrevs av Ferdinand von Mueller och Otto Wilhelm Sonder. Aphelia pumilio ingår i släktet Aphelia och familjen Centrolepidaceae. Inga underarter finns listade i Catalogue of Life.